# جوسی هو
جوسی هو (انگلیسی: Josie Ho؛ زادهٔ ۲۶ دسامبر ۱۹۷۴) یک هنرپیشه و خواننده اهل جمهوری خلق چین است.
از فیلم‌ها یا برنامه‌های تلویزیونی که وی در آن نقش داشته است می‌توان مبارزان خیابانی: افسانه چون-لی، شیوع، پروانه، پادشاهان آسمانی، جکی و خون‌آشامان، خانه خشم، قبر باز و ..... را نام برد.

## فیلم‌شناسی جوسی هو
سینما
| سال  | نام فیلم                          | نقش                | نکته                 |
| ---- | --------------------------------- | ------------------ | -------------------- |
| ۱۹۹۴ | اخگر جوانی                        | جانگ کای می        |                      |
| ۱۹۹۵ | روزهای بدون شوهر                  |                    |                      |
| ۱۹۹۶ | انتهای جهان                       | ئی                 |                      |
| ۱۹۹۶ | چهار "۳۲ آس" و یک پسر موزی        | خواهر بزرگتر مینی  |                      |
| ۱۹۹۷ | چیزی خوبه که پایانش خوبه ۱۹۹۷     |                    |                      |
| ۱۹۹۷ | جعبه چینی                         |                    |                      |
| ۱۹۹۸ | آنا مادلین                        | میشل               |                      |
| ۱۹۹۹ | توفان باران ارغوانی               | گوان آی            |                      |
| ۲۰۰۰ | جوان و خطرناک II                  | هو ئو جو           |                      |
| ۲۰۰۰ | سرگذشت شانجی‌ها در سال‌های دوستی    |                    |                      |
| ۲۰۰۱ | خصمانه                            | آ - فی             |                      |
| ۲۰۰۱ | خط داغ تلفن، بچه هیولای بزرگ سر   |                    |                      |
| ۲۰۰۱ | افسانه فی گی                      | آجون               |                      |
| ۲۰۰۲ | خانواده صرفه جو                   | لیائو جی           |                      |
| ۲۰۰۲ | مبارزان                           |                    | نام اصلی: فرشته غروب |
| ۲۰۰۳ | سوپرمن خوش شانس                   | ما لیو می می       |                      |
| ۲۰۰۳ | غرور                              | جائو لانگ لانگ     |                      |
| ۲۰۰۳ | جکی و خون‌آشامان                   | لیلا               |                      |
| ۲۰۰۴ | شش قهرمان                         |                    |                      |
| ۲۰۰۴ | پروانه                            | فلاویا             |                      |
| ۲۰۰۵ | خانه خشم                          |                    |                      |
| ۲۰۰۶ | تبعید                             | آ جینگ             |                      |
| ۲۰۰۶ | ایزابلا                           |                    |                      |
| ۲۰۰۶ | پادشاهان آسمانی                   |                    |                      |
| ۲۰۰۶ | فارغ التحصیلان اسپرینگفیلد فلاورز |                    |                      |
| ۲۰۰۷ | پادشاه نمایش                      |                    |                      |
| ۲۰۰۹ | مبارزان خیابانی: افسانه چون-لی    |                    |                      |
| ۲۰۰۹ | قاتل                              |                    |                      |
| ۲۰۰۹ | پادشاه پوکر                       | خانم کوانگ         |                      |
| ۲۰۱۰ | یک ویکتوریای خوب                  |                    |                      |
| ۲۰۱۱ | شیوع                              |                    |                      |
| ۲۰۱۲ | شهر شناور                         |                    |                      |
| ۲۰۱۲ | راننده                            | خانم هوئی          |                      |
| ۲۰۱۲ | قانون شکن                         |                    |                      |
| ۲۰۱۳ | علائم خشم                         |                    |                      |
| ۲۰۱۳ | قبر باز                           |                    |                      |
| ۲۰۱۴ | جاه طلبی سه طرفه                  | شیمایاما هاتسویوکو |                      |
| ۲۰۱۵ | شکست کامل                         | وو جیو شیو         |                      |
| ۲۰۱۵ | بیست و هفتمین بهار بی پایان       | لان هوا            | نام انگلیسی: در اتاق |
| ۲۰۱۶ | دره تبهکار                        | جی جی              |                      |
| ۲۰۱۹ | روز شانس                          |                    |                      |
| ۲۰۲۱ | لبه جهان                          | خانم لیم           |                      |
| ۲۰۲۱ | عادت                              | کوئینی             |                      |